# Gil Kane
Gil Kane (6 tháng 4 năm 1926 – 31 tháng 1 năm 2000) tên khai sinh Eli Katz, là họa sĩ vẽ truyện tranh có sự nghiệp kéo dài từ những năm 40 đến năm 90 của thế kỉ XX và từng hợp tác với rất nhiều công ty truyện tranh lớn cũng như là tác giả của rất nhiều nhân vật nổi tiếng.
Gil Kane đã đồng sáng tác ra phiên bản hiện đại của nhân vật truyện tranh Green Lantern và Atom cho công ty DC Comics, đồng thời ông còn là người đã sáng tạo ra Iron Fist và Roy Thomas cho công ty Marvel Comics. Ông cũng là người đã tham gia sáng tác cốt truyện của The Amazing Spider-Man từ ấn bản 96 đến 98. Gil Kane còn là một trong những người tiên phong cho tiểu thuyết dạng truyện tranh (graphic novel) với tác phẩm  His Name is...Savage (1968) và đặc biệt là  Blackmark (1970).
Năm 1997, ông vinh dự được nhận 2 giải Will Eisner và  Harvey Award.

## Thống kê

### DC Comics
- Action Comics (Superman) #539–541, 544–546, 551–554, 642 (4 trang), 715; (Green Lantern) #601–605 (1983–95)
- Adventure Comics #92–99, 101–102, 425 (1944–46, 1972)
- Adventures of Rex the Wonder Dog #3–46 (1952–59)
- All-American Men of War #12 (1954)
- All-American Western #107–108, 114–115, 117–126 (1949–52)
- All Star Comics #53 (1950)
- All-Star Western #58–75, 80–119 (1951–61)
- All-Star Western vol. 2 #3–4, 6, 8 (1970–71)
- Atari Force #3, 5 (1982–83)
- Atom #1–37 (1962–68)
- Batman #208 (1969)
- Batman: Legends of the Dark Knight #24–26 (1991–92)
- Blue Beetle #22 (1988)
- Blue Devil #7 (1984)
- Boy Commandos #30–31, 35 (1948–49)
- Captain Action #2–5 (1968–69)
- DC Challenge #4 (1986)
- DC Comics Presents (Johnny Thunder) #28; (Rex the Wonder Dog) #35; (Superman and Shazam!) Annual #3 (1980–84)
- Detective Comics (Batman và Robin) #371, 374; (Elongated Man) #368, 370, 372–373; (Batgirl) #384–385, 388–389, 392–393, 396, 401, 406–407; (Robin) #390–391, 394, 398–399, 402–403; (Catwoman) #520 (1967–82)
- Doomsday Annual #1 (1995)
- Falling in Love #3, 5, 32, 70, 73 (1956–65)
- Fanboy #2 (1999)
- The Flash #195, 197–199 (1970)
- Forbidden Tales of Dark Mansion #13 (1973)
- Girls' Love Stories #32 (1954)
- Girls' Romances #25, 29, 107 (1954–65)
- Green Lantern, vol. 2, #1–61, 68–75, 156; (Green Lantern Corps) #177 (1960–70, 1982–84)
- Green Lantern Corps #223–224 (1988)
- Green Lantern Secret Files and Origins #2 (1999)
- Hawk and the Dove #3–6 (1968–69)
- Hopalong Cassidy #123–135 (1957–59)
- House of Mystery #180, 184, 196, 253, 300 (1969–82)
- House of Secrets #85 (1970)
- Jimmy Wakely #6–11, 15–18 (1950–52)
- Justice League of America #200 (6 trang)(1982)
- Legends of the DC Universe (Green Lantern and the Atom) #28–29 (2000)
- Life Story of the Flash HC (1997)
- Metal Men #30–31 (1968)
- Mr. District Attorney #15 (1950)
- Mystery in Space #3–5, 12–16, 18–43, 47, 50, 53–54, 56, 59-61, 67, 100–102 (1951–61, 1965)
- Our Army at War #1, 3 (1952)
- Plastic Man #1 (1966)
- Power of Shazam! #14, 19 (this issue with Joe Staton) (1996)
- Ring of the Nibelung #1–4 (miniseries) (1990)
- Secret Hearts #22, 35, 95 (1954–64)
- Secret Origins (Blue Beetle) #2; (Midnight) #28 (1986–88)
- Sensation Comics #70–74, 89 (Wildcat);  #101, 103–106 (Astra); #109 (1947–52)
- Sensation Mystery #115 (1953)
- Showcase (Green Lantern) #22–24; (the Atom) #34–36 (1959–62)
- Star-Spangled Comics #31–32 (1944)
- Star Spangled War Stories #55, 169 (1957–73)
- Static #31 (1996)
- Strange Adventures #7–8, 11, 16, 25–29, 31, 35–81, 83, 106, 108, 113, 124–125, 130, 138, 146, 148, 151, 153–154, 15, 159, 173–174, 176, 179, 182, 184–186; (Adam Strange) #222 (1951–70)
- Super DC Giant #S-15 (1970)
- Superman (Fabulous World of Krypton) #367, 375; (Superman 2021) #372 (1982)
- Superman vol. 2 #99, 101–103 (1995)
- Superman: Blood of My Ancestors (with John Buscema) (2003, posthumous)
- Superman: Distant Fires (1998)
- Superman Special #1–2 (1983–84)
- Superman: The Wedding Album (among other artists) (1996)
- Sword of the Atom #1–4 (miniseries), Special #1–2 (1983–85)
- Tales of the Green Lantern Corps Annual #1 (1985)
- Tales of the Unexpected #88 (1965)
- Talos of the Wilderness Sea (1987)
- Teen Titans #19, 22–24 (1969)
- Teen Titans vol. 2 #12 (1997)
- Time Warp #2 (1979)
- Vigilante #12–13 (1984)
- Weird Mystery Tales #10 (1974)
- Weird Western Tales #15, 20 (1972–73)
- Western Comics #44–76 (Nighthawk); #77–85 (Matt Savage) (1954–61)
- Witching Hour #12 (1970)
- World's Finest Comics (Green Arrow và Black Canary) #282–283; (Captain Marvel) #282 (1982)
- Young Romance #175 (1971)

### Malibu Comics
- Edge #1–3 (1994)

### Marvel Comics
- Adventure into Fear (Morbius) #21 (1974)
- Adventures into Terror #13, 17, 21 (1952–1953)
- Adventures into Weird Worlds #12 (1952)
- The Amazing Spider-Man #89–92, 96–105, 120–124, 150; Annual #10, 24 (1970–76, 1990)
- Astonishing Tales (Ka-Zar) #11, 15 (1972)
- Captain America #145 (with John Romita, Sr) (1972)
- Captain Marvel #17–21 (1969–70)
- Conan the Barbarian #12, 17–18, 127–134, Annual #6; Giant-Size #1–4 (1971–1982)
- Creatures on the Loose (Gullivar Jones) #16–17 (1972)
- Daredevil #141, 146–148, 151 (1977–78)
- Deadly Hands of Kung Fu (Sons of the Tiger) #23 (1976)
- Ghost Rider #21 (1976)
- Giant-Size Defenders #2 (1974)
- Giant-Size Super-Heroes #1 (Spider-Man, the Man-Wolf, and Morbius) (1974)
- Girl Confessions #31 (1952)
- Inhumans #5–7 (1976)
- John Carter, Warlord of Mars #1–10 (1977–78)
- Journey into Mystery, vol. 2, #1–2 (1972)
- Jungle Action, vol. 2 (Black Panther) #9 (1974)
- Ka-Zar the Savage #11–12, 14 (Zabu backup stories) (1982)
- Kull and the Barbarians #2 (1975)
- Lovers #58 (1954)
- Marvel Comics Presents (Two-Gun Kid) #116 (1992)
- Marvel Fanfare (Mowgli) #9–11 (1983)
- Marvel: Heroes & Legends #2 (1997)
- Marvel Premiere (Adam Warlock) #1–2; (Iron Fist) #15 (1972–74)
- Marvel Preview (Blackmark) #17 (1978)
- Marvel Tales #117 (1953)
- Marvel Team-Up (Spider-Man team-ups) #4–6, 13–14, 16–19, 23 (1972–74)
- Marvel Two-in-One (The Thing team-ups) #1–2 (1974)
- Men's Adventures #21 (1953)
- Micronauts #38, 40–45 (1982)
- Monsters Unleashed #3 (1973)
- My Own Romance #27 (1953)
- Mystic #8, 24 (1952–53)
- New Warriors Annual #4 (1994)
- Savage Sword of Conan #1–4, 8, 47, 63–65, 67, 85–86 (1974–83)
- Savage Tales (Conan) #4 (with Neal Adams) (1974)
- Scarlet Spider #1 (1995)
- Spider-Man #63 (1995)
- Star Trek #15 (1981)
- Supernatural Thrillers #3 (1973)
- Suspense #14 (1952)
- Tales of Suspense (Captain America) #88–91 (1967)
- Tales to Astonish (Hulk) #76, 88–91 (1966–67)
- Thor #318 (1982)
- Vampire Tales (Morbius, the Living Vampire) #5 (1974)
- War Comics #19 (1953)
- Warlock #1–5 (1972–73)
- Web of Spider-Man Annual #6 (1990)
- Werewolf by Night #11–12 (1973)
- What If? (Avengers) #3, (Spider-Man) #24 (1977–80)
- Worlds Unknown #1–2 (1973)
- Young Allies #11 (1944)

### Quality Comics
- Doll Man #19 (1948)

### Tower Comics
- Noman #1 Noman: (1966)
- T.H.U.N.D.E.R. Agents #1, 5, 14, 16 (1965–67)